# Solniczka

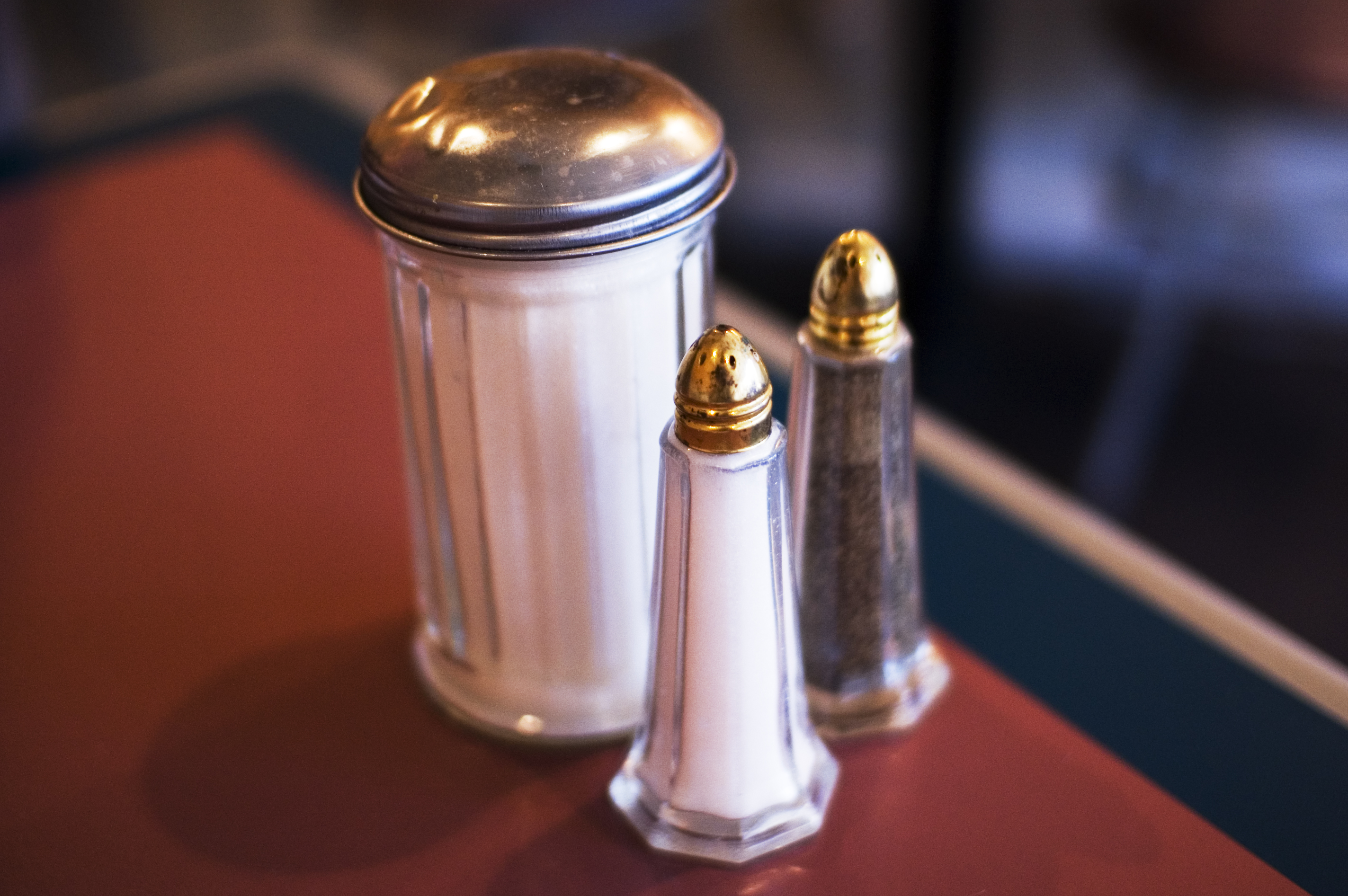
Współczesna solniczka i pieprzniczka

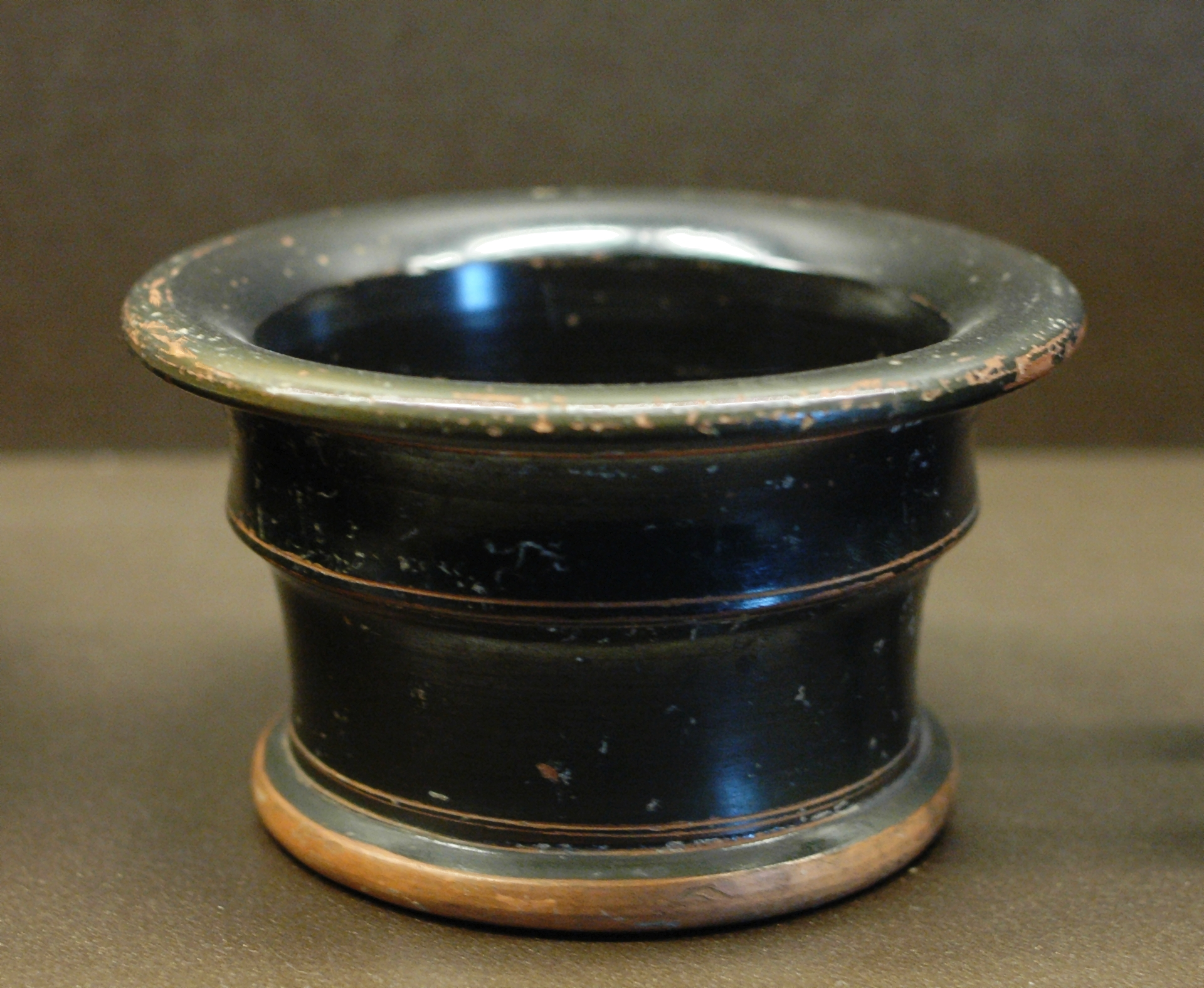
Grecka solniczka z V w. p.n.e.

Solniczka – małe naczynie do przechowywania soli kuchennej. Najczęściej naczynie jest szklane, kryształowe, plastikowe lub metalowe. Istnieją zasadniczo dwa sposoby dozowania soli. Pierwotnie solniczki były otwartymi naczyniami (ang. salt cellar), z których sól pobierana była palcami bądź specjalną łyżeczką. Takie solniczki produkowane są obecnie bardzo rzadko i mają charakter dekoracyjny. W średniowieczu solniczki świadczyły o majętności i statusie społecznym właściciela. Razem z innymi drogocennymi naczyniami były przechowywane w skarbcach i pokazywane gościom podczas dworskich wydarzeń. Były ozdobą uczt i wyznaczały miejsce dla najważniejszych osób przy stole. Stąd powiedzenie „siedzieć za solą”, czyli na najważniejszym miejscu. Pod koniec XVII wieku solniczki stały się elementem bardzo rozbudowanych serwisów. W kolejnych wiekach XVII i XVIII modnym stało się ozdabianie stołów kompozycjami z kwiatów i figur wykonanych z cukru, a w późniejszym okresie z porcelany. Nowa moda sprawiła, że pojawiły się figuralne naczynia do przypraw z postaciami Afrykanek, Indian, zakochanych par czy pasterek. Współczesne solniczki posiadają nakrętkę (ang. salt shaker) z niewielkimi otworami, przez które dozuje się sól, potrząsając solniczką.

## Kolekcja solniczek w Muzeum Żup Krakowskich Wieliczka[1]
W Zamku Żupnym w Wieliczce znajduje się, zaliczana do najcenniejszych na świecie, kolekcja solniczek. Obiekty wykonane ze złota, porcelany, szlachetnych kamieni czy masy perłowej, prezentują style od gotyku po art deco. Z liczącej niemal tysiąc obiektów kolekcji na wystawach prezentowanych jest około 330. Solniczki pochodzą z różnych kontynentów i krajów. Do najważniejszych eksponatów zaliczają się: 

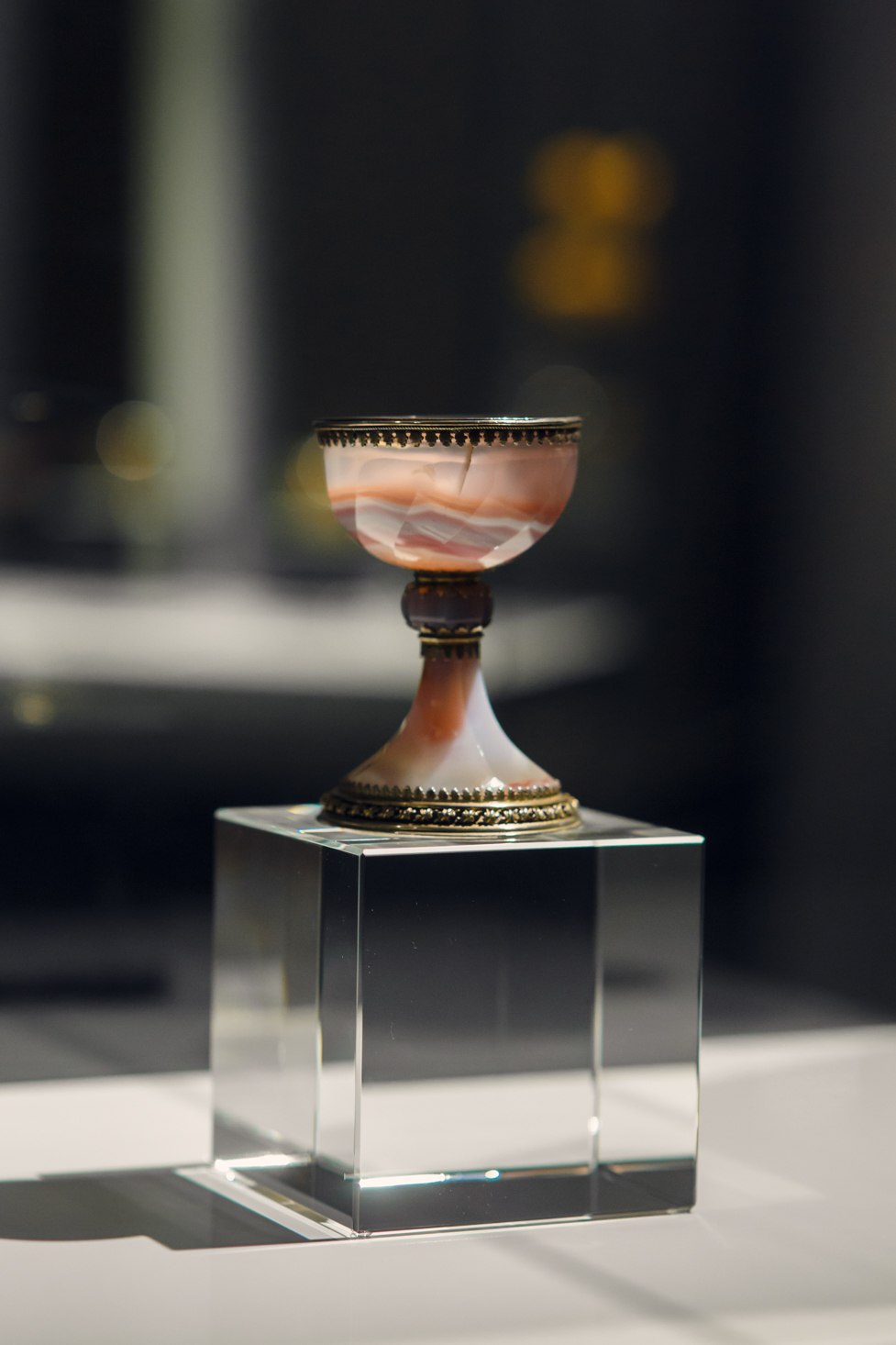
Solniczka gotycka z ok. 1500 roku, wykonana z agatu, najstarsza solniczka w kolekcji
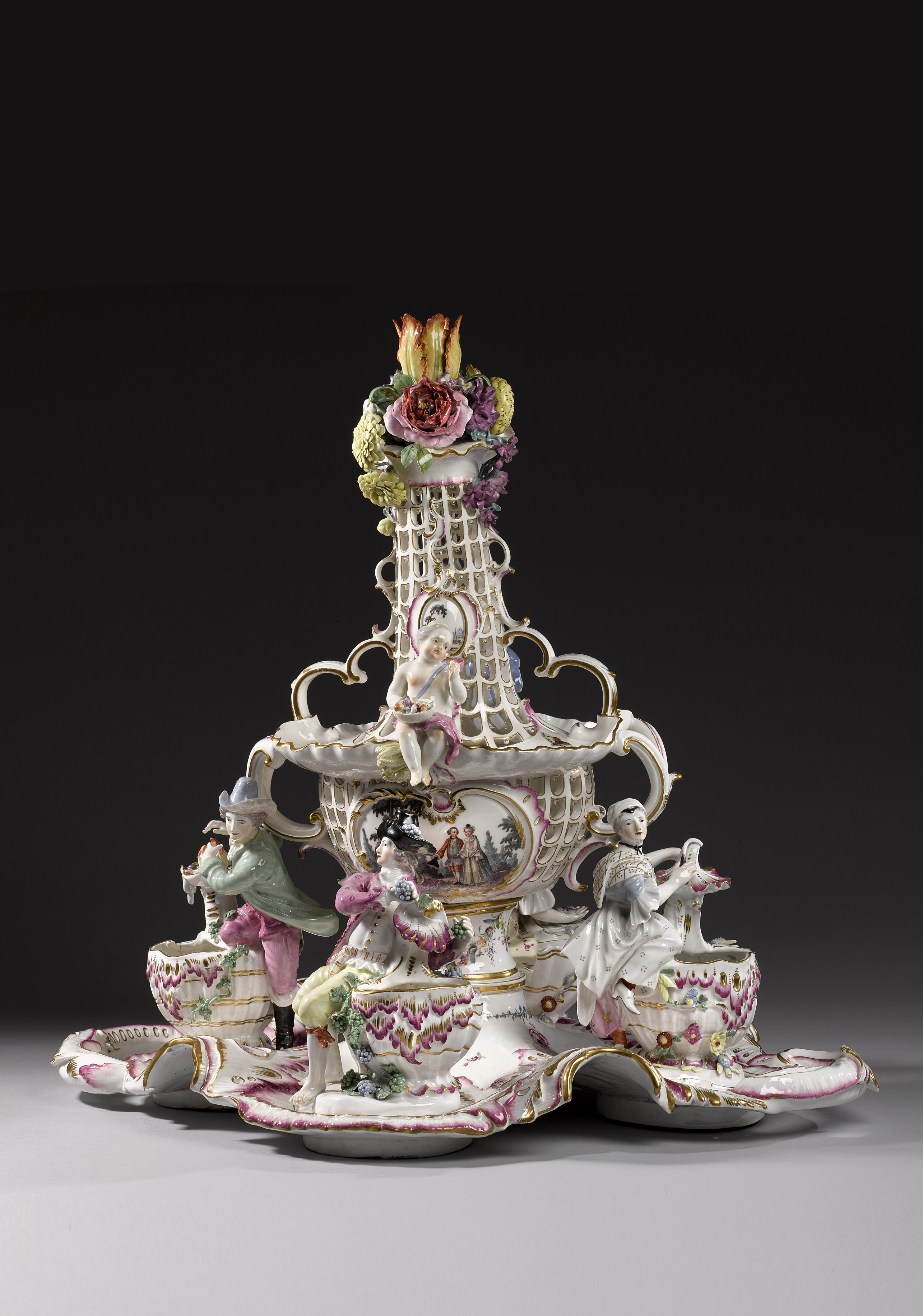
Porcelanowy serwis przyprawowy z ok. 1760 roku z manufaktury w Höchst, doskonały stan zachowania
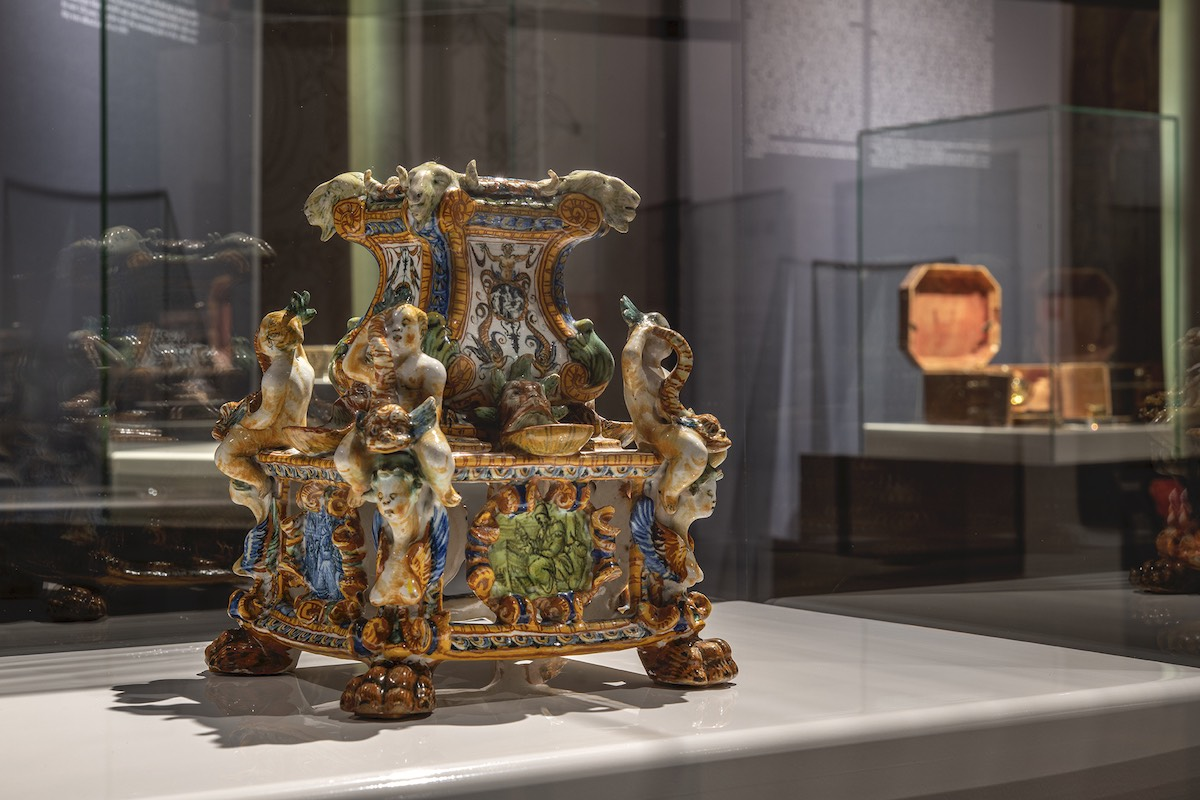
Solniczka z groteskami z 1570 roku, jedna z majolik z Urbino, łączy motyw antyku (m.in. postaci chimer) i chrześcijaństwa (m.in. postać Amora)
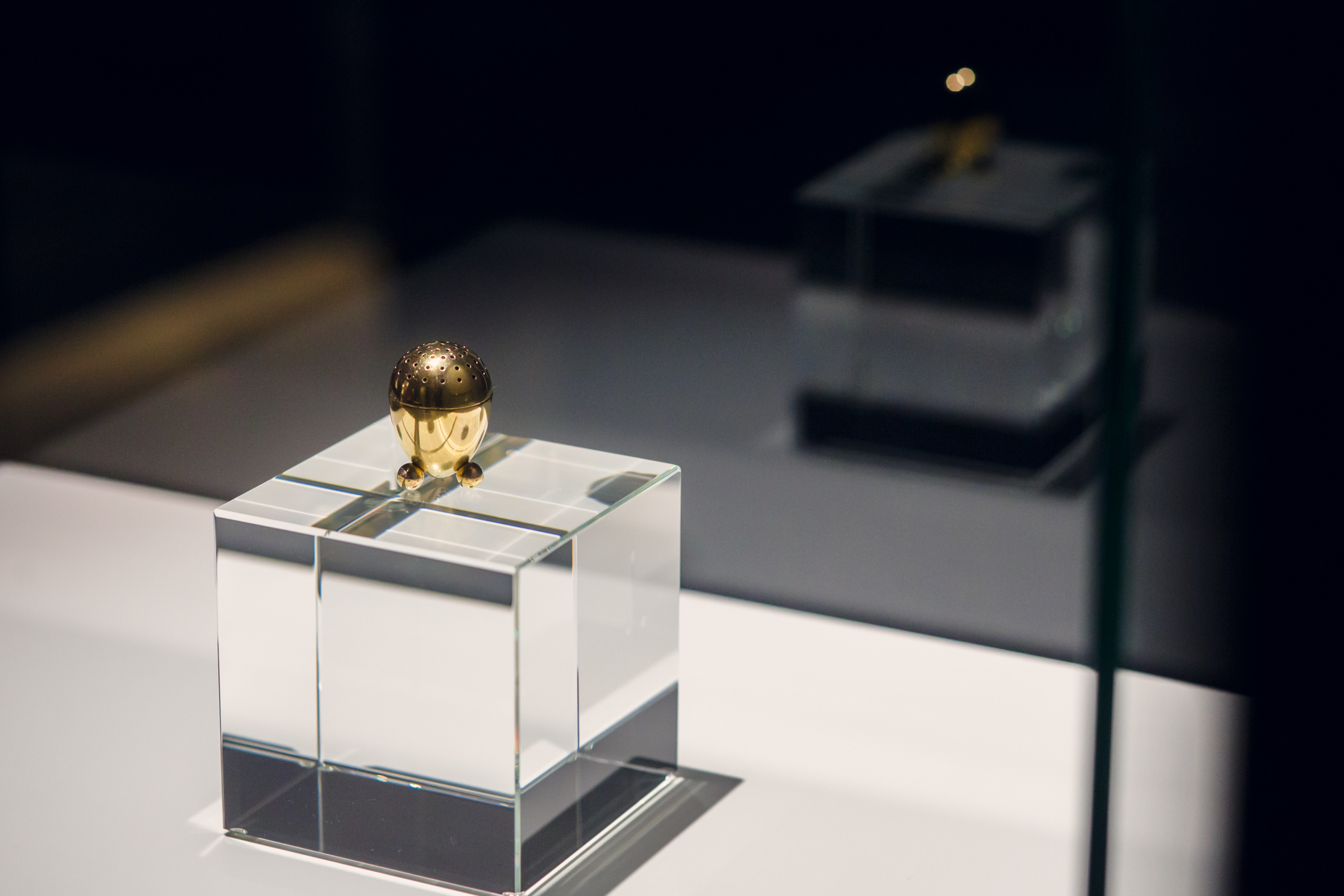
Solniczka złota z monogramem E pod koroną, łączona z osobą księcia Ernesta II Sachsen-Coburg-Gotha, brata męża królowej brytyjskiej Wiktorii

## Solniczka Benvenuto Celliniego
Jedną z najsłynniejszych jest tzw. "Saliera", złota solniczka wykonana między 1540 a 1543 r. na zamówienie króla Franciszka I przez Benvenuto Celliniego. Miała zostać przetopiona (na potrzeby wojenne), na stole królewskim zabrakło jednak soli, przez co zaniechano tych zamiarów. Weszła następnie w posiadanie Habsburgów, jako prezent od Karola IX dla arcyksięcia Ferdynanda II z Tyrolu. Początkowo stanowiła część kolekcji zamku w Ambras, w XIX wieku przekazana została do Muzeum Historii Sztuki w Wiedniu. W 2003 r. została stamtąd skradziona, odzyskano ją w styczniu 2006 r.
Saliera jest jedynym zachowanym wyrobem złotniczym, którego autorstwo z całą pewnością przypisuje się Celliniemu. Wykonano ją ze złota, kości słoniowej i emalii ceramicznej, jej wysokość wynosi 26 cm, szerokość u podstawy 33,5 cm.